# Ogata Kenzan
Ogata Kenzan, pseudonimo di Ogata Shinsei (尾形 乾山?; Kyoto, 1663 – Edo, 3 giugno 1743), è stato un pittore e ceramista giapponese.

## Biografia
Kenzan visse quasi tutta la sua vita a Kyoto, tranne gli ultimi anni, dal 1731, perché abitò a Edo.
Ogata Kenzan era lo pseudonimo di Ogata Shinsei e appartenne ad una famiglia ricca di mercanti e di artisti, tra i quali spiccò il fratello pittore e ceramista Ogata Kōrin (1658-1716).
Kenzan nelle sue opere si firmò non solamente Kenzan, ma anche Shisui, Tōin, Shōkosai, Shuseidō o Shinshō.
Kenzan ricevette un'educazione classica basata sulla cultura cinese e giapponese e seguì la religione buddhista Zen. Nel 1689 decise di vivere in solitudine nei pressi del tempio di Ninnaji, vicino anche alla fornace di Nonomura Sōtatsu, dal quale si formò artisticamente.

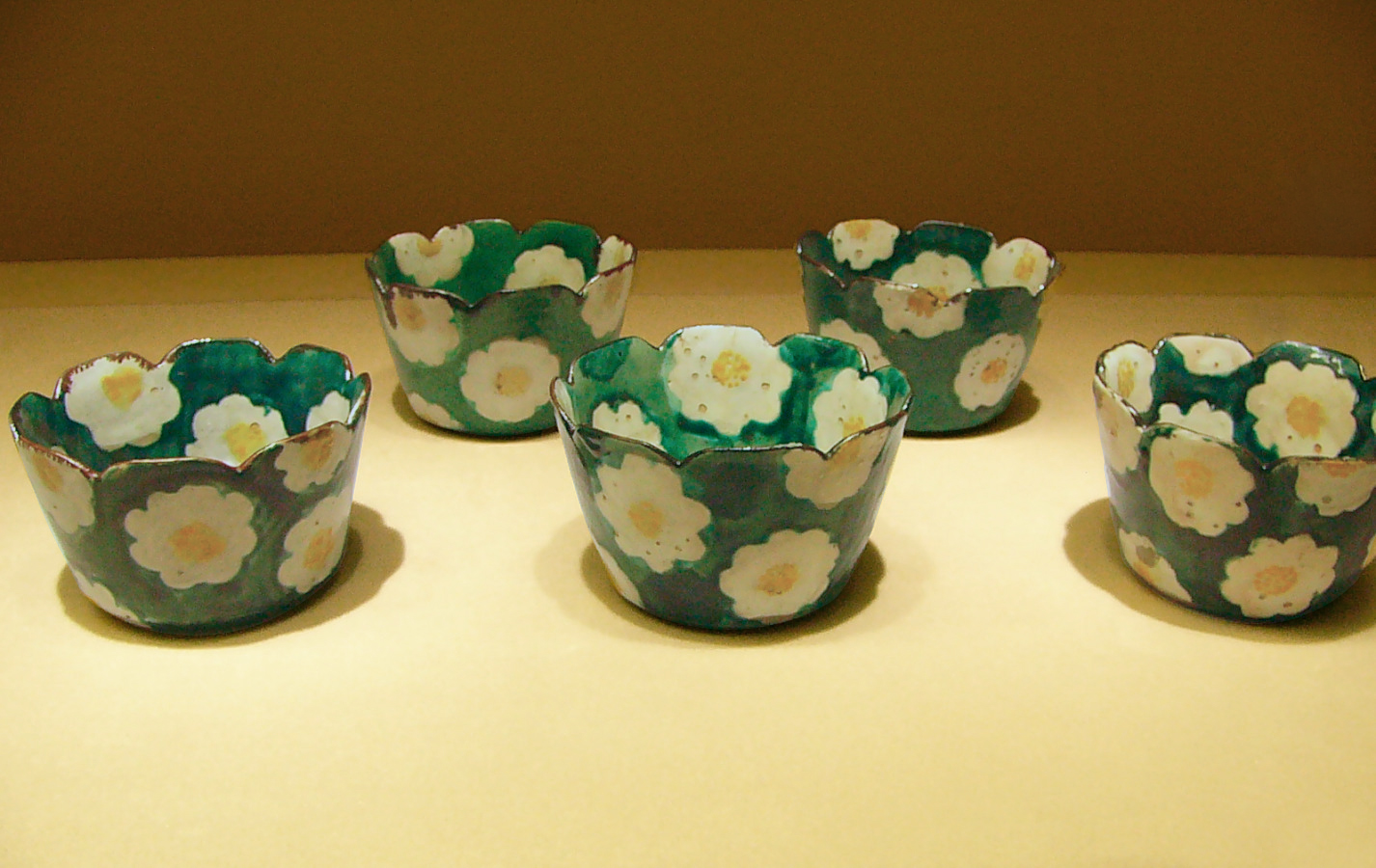
Cinque ciotole in ceramica smaltata, Museum of Oriental Ceramics Osaka

Kenzan si distinse sia come pittore sia come ceramista, ispirandosi più a Nonomura Sōtatsu che a suo fratello, e si caratterizzò per la brillante sensibilità, per le qualità compositive e per lo stile decorativo.
I suoi dipinti su carta (kakemono) si basarono prevalentemente su soggetti di fiori, piante e uccelli; inoltre molte sue opere furono impreziosite dalla presenza di liriche waka o tanka, da lui composte e riferite al soggetto dipinto.
Tra le pitture sono da menzionare: i Fiori nei cesti (Hana-kago, collezione Matsunaga presso il Museo d'Arte di Fukuoka), una pergamena ad acquerello a colori, raffigurante cesti di bambù che contengono e mettono in mostra tre tipi di fiori autunnali; Otto ponti (Yatsuhashi), un dipinto di descrizione paesaggistica della provincia di Mikawa (prefettura di Aichi).

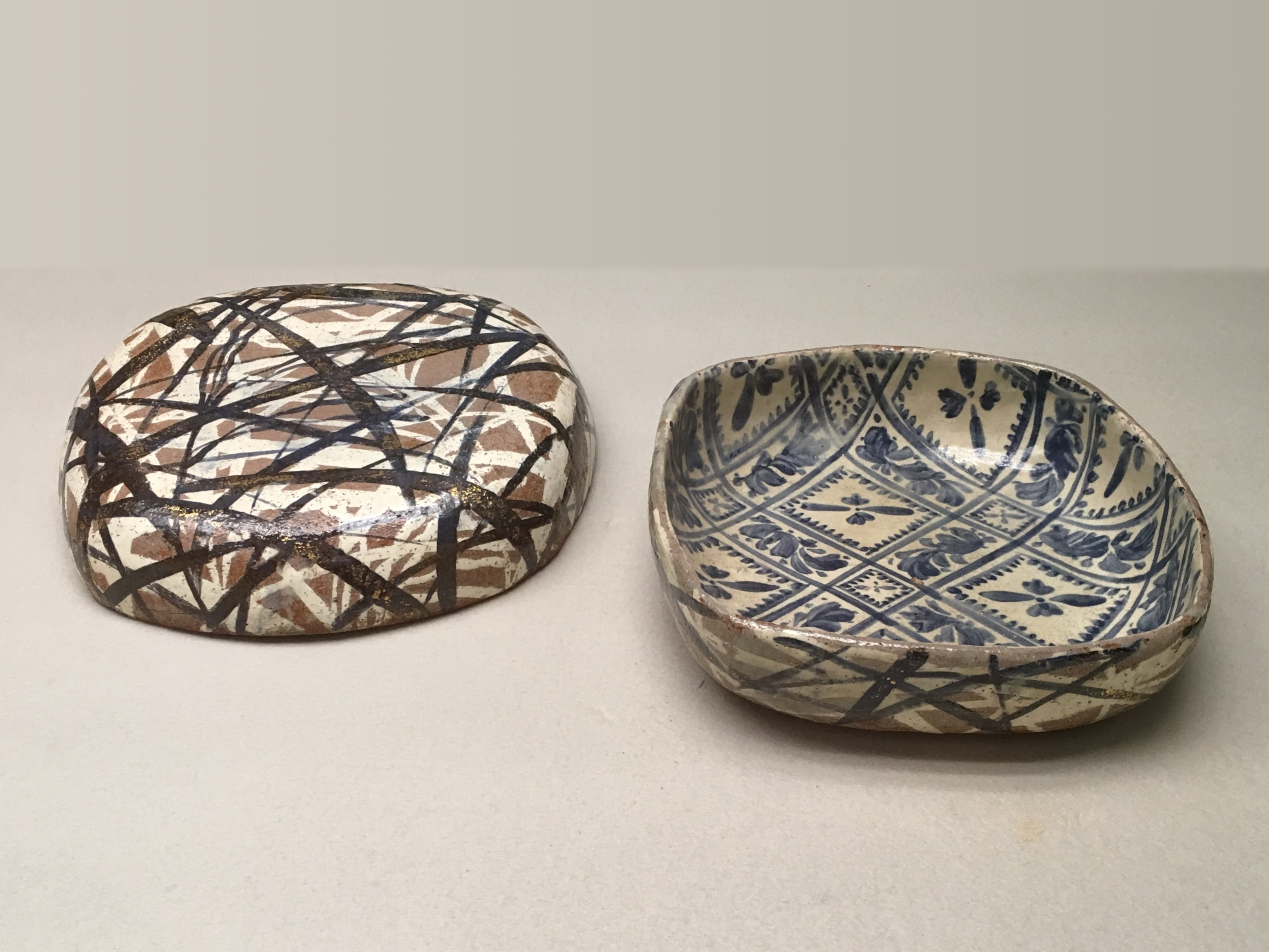
Contenitore, terracotta, periodo Edo, Suntory Museum of Art

Kenzan si distinse anche come ceramista, dato che nelle sue pitture in ceramica superò per bravura sia il fratello, grazie alla sua eleganza e alla sua marcata personalità, sia il maestro vasaio Ninsei (1598-1666), ideando uno stile personale chiamato "kenzan-yaki", contraddistinto da uno stile più libero e astratto a paragone del maestro.
La sua produzione ceramica comprese prodotti raku, ceramiche caratterizzate dalla copertura formata da una glassa di piombo e da una cottura relativamente bassa, oltre che tōki, ceramiche, e jiki, porcellane. Oltre ai vasi, Kensan realizzò prodotti per servire kaiseki, una forma di pasto tradizionale della cucina giapponese.
Tra le sue ceramiche si ricordano la serie di piatti raffiguranti le Quattro stagioni, oltre che una tazza da tè con fiori di pruno, nelle quali riesce ad elevare il disegno ornamentale senza sacrificare l'aspetto naturale.
Assieme al fratello fu uno dei più importanti esponenti della scuola Rinpa.
Kenzan affidò la sua fornace di Edo a suo figlio adottivo Ihachi, che proseguì la sua attività di vasaio.
Cinquant'anni dopo la sua morte, Kenzan e la sua scuola furono riscoperti grazie all'iniziativa di Sakai Hoitsu.